# التين هاجي
التين هاجي (بالألبانية: Altin Haxhi‏) (17 يونيو 1975 جيروكاستر ألبانيا - ) هو لاعب كرة قدم ألباني، يلعب كلاعب وسط.

## روابط خارجية
- التين هاجي على موقع الاتحاد الدولي (مؤرشف)  (الإنجليزية)
- التين هاجي على موقع الاتحاد الأوربي (الإنجليزية)
- التين هاجي على موقع قاعدة بيانات كرة القدم.إي يو (الإنجليزية)
- التين هاجي على موقع ناشيونال فوتبول تيمز (الإنجليزية)
- التين هاجي على موقع Soccerway.com (الإنجليزية)
- التين هاجي على موقع عالم كرة القدم.نت (الإنجليزية)